# Zjeleznodorozjnyj romans
Zjeleznodorozjnyj romans (russisk: Железнодорожный романс) er en russisk spillefilm fra 2002 af Ivan Solovov.

## Medvirkende
- Jegor Beroev som Aleksei
- Olga Budina som Vera
- Aleksej Frandetti
- Nina Grebesjkova
- Leonid Kuravljov som Petrovitj